# Horst Kusch
Horst Kusch (* 13. Januar 1924 in Kreuzburg; † 3. März 1958 in Düsseldorf) war ein deutscher mittellateinischer Philologe.

## Leben
Von 1943 bis 1947 studierte er Klassische Philologie, Germanistik und Geschichte an der Universität Leipzig. Nach der Promotion 1947 zum Dr. phil. an der Philosophischen Fakultät der Universität Leipzig bei Theodor Frings und Ludwig Erich Schmitt und der Habilitation 1951 an der Philosophischen Fakultät der Universität Leipzig bei Franz Dornseiff und Friedrich Wilhelm Ludwig Schubart war er von 1956 bis 1958 Professor für Lateinische Sprache und Literatur der Antike und des Mittelalters am Philologischen Institut der Universität Leipzig.

## Schriften (Auswahl)
- Caritas und Pax im religionskirchlichen Bereich des Althochdeutschen. 1947, OCLC 316234139.
- Studien über Augustinus. Leipzig 1953, OCLC 614669906.
- Einführung in das lateinische Mittelalter. Dichtung. Berlin 1957, OCLC 310721791.
- Marsilius von Padua: Der Verteidiger des Friedens. Wissenschaftliche Buchgesellschaft, Darmstadt 1958; Neuausgabe Darmstadt 2017, ISBN 978-3-534-74281-3.